# Arnaldo Boscolo
Arnaldo Boscolo (Quarto d'Altino, 17 agosto 1885 – Roma, 12 luglio 1963) è stato un commediografo italiano.

## Biografia
Attivo soprattutto fra le due guerre mondiali, le sue commedie sono state rappresentate da importanti compagnie veneziane e italiane (Carlo Micheluzzi, Gino Cavalieri, Cesco Baseggio, ecc.). 
Le opinioni dei critici teatrali nei riguardi di Arnaldo Boscolo furono subito positive. Egli venne considerato un grande commediografo del panorama veneto tra le due guerre:

“Dopo Simoni, Rocca e Palmieri, il Boscolo è rimasto ancorato ad un suo ottimismo, che si è sempre adeguato al mondo che lo ispirava, comprensivo ed attento. La sua immediata sincerità lo ha portato necessariamente ad affermarsi specie nelle opere dialettali, sicché la sua cosa migliore, è senz'altro Ultimi Valesani, dramma ispirato ad un conflitto di generazioni impegnate in una dura lotta con la natura.” (Cappelli Editore)

“È di San Michele del Quarto; terra di Altino. Non si direbbe che alcuni tocchi delle sue prime commedie, e una certa malinconia della quale un po' tutte sono soffuse, ricordino la triste pianura, fra la palude e la laguna di Venezia? Veneto, dunque, della più schietta terra veneta. Arnaldo Boscolo ha ormai un nome nella letteratura drammatica italiana.
 
Difficilmente una commedia di Boscolo potrà fallire alla prova della ribalta; poiché Boscolo sa gradatamente “prendere” il pubblico, e tenerlo a sua discrezione nella risata o nella commozione.” (Un commediografo veneto: Arnaldo Boscolo, in: L'illustrazione Veneta, marzo 1928, pag. 59)

Nel medesimo articolo si vollero evidenziare anche le altre attitudini di Arnaldo Boscolo, quali ad esempio il suo aspetto poetico-novellistico che emerse in “un poemetto di guerra “Miracolo de l'evangelista” pubblicato con prefazione del Duca d'Aosta, comandante della Terza Armata” e “il suo apporto all'affermarsi di un teatro radiofonico. Egli, infatti, con Fabbri, Meano, Bassano, Scerbanenco e Zorzi, è considerato uno degli iniziatori del genere che si riprometteva di creare con le sole voci ed i suoni nuove suggestioni umane evocando delicati climi di poesia.

Con “Bronzo” vinse un premio nazionale dell'Eiar, ma dette anche i radiodrammi “Storia di Lucia”, “Sorella qualunque”, “Bleu pour les pigeons”, “Passatempi in Brenta”, “Chiaroscuri di Rosalba Carriera”, “Casa Soranzo”. La stima che i contemporanei ebbero per questo commediografo altinate venne ulteriormente manifestata dal fatto che un amico romano, Checco Durante, propose sullo schermo televisivo, il 4 agosto del 1961, una sua commedia divertente, intitolata “Gli angioletti sul soffitto” e portata in scena dalla compagnia di Cesco Baseggio. 

Nel 1922 Arnaldo Boscolo lasciò definitivamente il suo posto di cassiere alle Poste e Telegrafi e, sempre a Treviso assunse prima la gestione del Teatro Garibaldi e nel 1929 anche la gestione del Teatro Sociale.

A questi due teatri diede tanta parte di se stesso come gestore, ma soprattutto come direttore e animatore di ogni manifestazione che avesse attinenza col teatro di prosa, intorno al quale creò un movimento intensissimo. A Treviso fu una delle personalità più in vista, sia della vita pubblica che della vita privata e ricevette, per questo, il titolo di “Cavaliere della Corona d'Italia” e la “Commenda”.

Nel 1952 con la commedia “Una virgola fuori posto” conseguì il premio “Giacinto Gallina”.

Gli anni romani (1960 – 1963) furono veramente sereni per i riconoscimenti delle sue opere, i ricevimenti in suo onore, le riprese televisive, le rappresentazioni delle sue commedie e uno dei premi annuali di un milione, destinati agli autori “che per la loro lunga e fervida attività hanno onorato il Teatro italiano” che il Ministro per il Turismo e lo Spettacolo, Alberto Folchi, gli concedette nel 1961.

## Le prime esperienze teatrali
L'itinerario teatrale di Arnaldo Boscolo prese avvio ufficiale il 13 gennaio 1913 quando la compagnia Zago diede al Teatro Garibaldi di Padova “El concorso de la beleza a Venezia”, il cui testo è andato perduto. Esiste solo una locandina della commedia “El paese dele ciacole” andata in scena a Parenzo (Istria) nel 1912.

Sussistono invece di questo primo periodo, tre lavori composti tra il 1914 e il 1917 intitolati “Gli sfratti a S. Martino”, “Piccolo faro” ed “Il Crogiuolo”.

Gli sfratti a San Martino, che fu la prima commedia classificata su 110 concorrenti al Concorso della maschera di Napoli e vincitrice ai Concorsi della Società Autori di Roma, trasse la sua origine dalle rissaiole viste da fanciullo e dalla realtà dello
sfratto cui dovevano sottostare all'inizio del secolo i mezzadri della campagna.

## Il periodo della grande produzione
Il periodo della grande produzione, il più fecondo quantitativamente, comprende le opere scritte tra le due Guerre mondiali. 
Tra queste meritano di essere menzionate le due opere ambientate nel Settecento veneziano: Puricinela aveva na gata e L'abate dai riccioli d'oro.

In entrambe, il commediografo altinate svolse il tema dell'uomo esiliato, della fidanzata e del figlio ritrovati, dell'amore contrastato e delle nozze felici.

Un'altra commedia realizzata in questo periodo fu Ultimi valesani che venne scelta per essere riprodotta in pellicola cinematografica.

## Le esperienze teatrali della maturità
Nel 1945 Arnaldo Boscolo riprende le esperienze teatrali della sua maturità. Tra le commedie più riuscite menzioniamo “Quando i pulcini …..cantano”.

Il contenuto è un tema caro agli scrittori del teatro veneto: quello della incomprensione tra vecchi e giovani, quando cioè i figli perdono il senso della misura e si impongono nella propria famiglia, con la pretesa che i genitori debbano sacrificare a loro ogni affetto ed ogni aspirazione.

Rimasto vedovo nel 1960, visse per circa un anno in casa della figlia a Venezia, ma ben presto partì per Roma. Qui ebbe modo di conoscere Checco Durante, con il quale formò subito un'intesa cordialissima. Fu proprio il suo caro amico che
propose sullo schermo televisivo, il 4 agosto del 1961, una commedia divertente, intitolata “Gli angioletti sul soffitto”.

Al fine di delineare più compiutamente la personalità di Arnaldo Boscolo, non possono essere trascurati gli altri campi nei quali si cimentò e che furono la radio, la poesia, e la critica.

Con “Bronzo” vinse un premio nazionale dell'Eiar, ma dette anche i radiodrammi “Storia di Lucia”, “Sorella qualunque”, “Bleu pour les pigeons”, “Passatempi in Brenta”, “Chiaroscuri di Rosalba Carriera”,” Casa Soranzo”. 

Soltanto due invece furono le poesie pubblicate. Queste ultime, sciolte da legami metrici, nelle quali viene trattata la poetica dell'amore figliare, apparvero il 27 aprile del 1950 e si intitolarono “Colui che non è stato” e “Il Miracolo”.
Oltre alle due liriche appena menzionate, Arnaldo Boscolo scrisse un poemetto di guerra intitolato il “Miracolo de l'evangelista”, pubblicato con prefazione del Duca d'Aosta, comandante della Terza Armata.

## La morte
“Nella clinica di Villa S. Pietro sulla Cassia è improvvisamente morto Arnaldo Boscolo, noto soprattutto per le sue opere teatrali in dialetto veneto. Nato nel 1885 a Quarto d'Altino presso Venezia, appena terminati gli studi Arnaldo Boscolo si era dedicato al teatro ed aveva avuto la direzione di parecchi teatri del Veneto, specialmente a Treviso e Venezia. Pur avendo dato ottima prova come organizzatore l'attività maggiore di Boscolo fu quella di autore.

È uno dei casi in cui vien fatto di dire: ” Peccato che il buon Dio non gli abbia dato il genio di Goldoni! Avrebbe saputo arricchire d'oro il teatro Veneziano”.

Invece l'ha arricchito di argento; ma puro, genuino.

Novanta commedie sono là a provarlo, d'altra parte, in teatro, anche l'argento vale, e se si dovesse stare all'oro basterebbe uno scaffaletto della biblioteca per contenerlo. Bravo, cordiale, timido Boscolo ….

Semplice nel dialogo, abile nella struttura della commedia, dialettale quasi sempre anche se talvolta nel teatro in dialetto si avvertiva un proposito di teatro in lingua, esperto anche di questo al quale ha pur dato parecchi lavori così come ha scritto parecchi radiodrammi che sono piaciuti.

Alcuni titoli rimangono nell'orecchio: “Lassa pur che il mondo el diga”, “Puricinela gaveva una gata”, e parecchi dei suoi personaggi, di schietta popolarità, sono rimasti nella memoria di chi li ha visti, con tanta sagacia sono presi dalla vita e portati sulla scena.”

[Fonte: (E.P.) Corriere della Sera, 13 luglio 1963].
“Le varie compagnie venete, da Micheluzzi a Giacchetti, da Baseggio a Cavalieri, tennero per intere stagioni i suoi lavori in cartellone.

Boscolo aveva al suo attivo oltre novanta commedie; fra esse le più importanti sono state:” Puricinella aveva na gata”, “Semo tuti venexiani”, “Piccolo faro”, “Viva i parenti”, “Lassa pur che il mondo diga”. Anche la radio trasmise sovente alcune sue opere.
Ultimamente la Televisione mise in onda “Gli angioletti sul soffitto”

[Fonte: Il Gazzettino, 13 luglio 1963]

## Le opere
- 1.	L'età del pugno (o l'eroe del pugno) – tre atti
- 2.	Le strade del signore – tre atti e sei quadri
- 3.	El sistema de pacifico (o traullacarachiru) – tre atti
- 4.	Il solco colmato – tre atti
- 5.	La notte di san silvestro – un atto ( la leggenda di filemone e bauci)
- 6.	Ti ho voluta così (o è andata così)- tre atti
- 7.	Portati dal vento – tre atti (la testa sora el capelo)
- 8.	Le nostre compagne – tre atti
- 9.	Ultimi valesani (estuario) – tre atti (ultimi padulani – estuario) (l'esodo)
- 10.el strambo del rocolo (arnaldo boscolo, vittorio pilotto) – tre atti
- 11.Puricinela gaveva una gata - tre atti e quattro quadri
- 12.Il guardiano del tempio – tre atti (Vicenza tavernelle … per Recoaro si cambia)
- 13.L'onorevole mia moglie – tre atti
- 14.	Mio suocero in rodaggio – tre atti
- 15.	Una virgola fuori posto – tre atti
- 16.	Quando el timon se guasta – tre atti
- 17.	Quando i pulcini cantano – tre atti
- 18.	El capostazion de barbariga - tre atti
- 19.	Piccolo faro – tre atti (1 + 1 stampa)
- 20.	La muger che no se ris-cia (tradisse) - tre atti (…che non sdrucciola, …che no incorona)
- 21.	Viva i parenti (2 stampe + veline) - tre atti (parenti serpenti)
- 22.	Un po' del nostro mondo (stampa) - tre atti
- 23.	La testa sora el capelo - tre atti (la testa sopra il cappello – poareto loreto – portati dal vento)
- 24.	Lassa pur che il mondo diga - tre atti (gli angioletti sul soffitto - milanese)
- 25.	Lassa pur che il mondo diga - tre atti (gli angioletti sul soffitto - veneto)
- 26.	Nastro bianco sul portone - un atto
- 27.	Premio di fedelta' – tre atti (1) (prem premi – dialetto bolognese)
- 28.	Destinazione mombello – breve atto burlesco (buondì allegria – destinazione s. Servolo)
- 29.	La rama de gelsomin – un atto
- 30.	La cucagna vien da l'Inghilterra – tre atti
- 31.	Due sorelle - tre atti
- 32.	El galo de la checa - tre atti (tre galline attorno ad un gallo)
- 33.	Il cappio della frode (dramma) - tre atti
- 34.	Tre galline intorno a un gallo (libera riduzione per il teatro veneto, da shakespeare) – tre atti
- 35.	I milioni in balanza (boscolo - micchetti) – tre atti con frammenti musicali del maestro p. Sudessi
- 36.	Tuti quanti venexiani – tre atti (aria de laguna – le fumane de sior piero)
- 37.	Semo tuti padovani – tre atti (libera riduzione in padovano)
- 38.	Xe ariva' el castigamati – tre atti sfratti a san martino – tre atti ( et ipsi resurexerunt)
- 39.	Sei contenta mogliettina? – tre atti (sei contenta francesca?)

## Miscellanea
1.	Piedini alati – presceneggiatura di un soggetto cinematografico
 
2.	La fantastica realtà – tre momenti di due drammi

3.	L'isola del sole –racconto per trama televisiva

4.	Mater dolorosa – soggetto cinematografico originale

5.	Il bimbo che ti ho dato

6.	Il poeta dai riccioli d'oro – scenario cinematografico

7.	Parenti serpenti (da viva i parenti) – rielaborazione cinematografica (non è andata in produzione per la morte dell'autore)

8.	Gli uomini del marmo (dramma lirico) – tre atti
 
9.	Fior di laguna (operetta) – tre atti

10.	El miracolo dell'evangelista (stampa) - poemetto

11.	Cartella paradiso

12.	La sera del trenta di fausto maria martini – tre atti – libera riduzione per il teatro veneto di arnaldo boscolo

13.	Incontro – tre atti (frammenti di un atto)

14.	Poesie
 
15.	Studio sulla riforma del teatro – saggio (in possesso del dott. Luciano brion )
 
16.	L'agenzia dei fiori appassiti – commedia televisiva originale

17.	Premio di fedelta' ( stampa)

18.	Un po' del nostro mondo (stampa)

19.	Il crogiuolo (stampa)

20.	Piccolo faro (stampa)

21.	Tuti quanti venexiani - tre atti
 
22.	Una pupa sulle nuvole – tre atti

23.	La cavala bagia - tre atti

24.	L'abate dai buccoli d'oro - quattro atti

25.	Ventata d'autunno - tre atti

26.	La muger che no incorona - tre atti

27.	Notte al policlinico - un atto

28.	Incontro – tre atti

29.	Passatempo in brenta

30.	Paoleto no le imbroca

31.	I globuli ardenti

32.	Paese di sogno

33.	El concorso de la beleza a venezia

34.	Il compagno leonida

35.	Fior di laguna

36.	Giosue' molla quell'asp (?)

37.	Grano per i colombi (bleu pour les pigeons)

38.	Un bimbo piovuto dal cielo

39.	Salotti veneziani. In casa soranzio

40.	El liston

41.	Per sposar mia fia

42.	A me la liberta'

43.	Agenzia lirica internazionale

44.	Crispino (?) E la comare

45.	Una pupa sulle nuvole (semo tutti romani)

46.	Bronzo

47.	Storia di Lucia

48.	Sorella qualunque

49.	Uno che passa

50.	Amor più grande

51.	Tra marco e todaro

52.	Una stella fra le nuvole

53.	Veneziani in montagna

54.	Chiaroscuri di rosalba

55.	Quante strussie per ‘sti fioi

56.	Non t'arrabbiare la vita è breve (foghi de bengala)

57.	Il camin e la valesana

## Opere mancanti
1.	La tazza del consolo – un atto

2.	El concorso dela beleza a venezia

3.	Da solferino a magenta

4.	La casa di cristallo

5.	I globuli ardenti

6.	Noi galantuomini
 
7.	È arrivata l'imperatrice

## Cronologia rappresentazioni
Alcune delle commedie scritte da Arnaldo Boscolo e rappresentate a Teatro furono: 
13 gennaio 1913 - "El concorso de la beleza a Venezia" - Rappresentata a Padova al Teatro Garibaldi 
5 novembre 1913 - "I milioni in balanza" - Rappresentata a Trento al Teatro Sociale
31 gennaio 1914 - "Gli sfratti a San Martino" - Rappresentata a Treviso al Teatro Garibaldi
18 marzo 1914 - "Il piccolo faro" - Rappresentata a Trento al Teatro Modena
24 maggio 1914 - "Il crogiuolo" - Rappresentata a Roma al teatro Argentina
8 ottobre 1917 - "La casa di cristallo" - Rappresentata a Piacenza al Teatro Politeama
18 maggio 1918 - "Il sistema di Pacifico" - Rappresentata a Udine al Teatro Sociale
9 dicembre 1918 - "La Leggenda di Filemone e Bauci" - Rappresentata a Roma al Teatro Quirino
9 dicembre 1918 - "La notte di San Silvestro" - Rappresentata a Roma al Teatro Quirino
18 maggio 1919 - "Traullacarichiru" - Rappresentata a Udine al Teatro Sociale
16 febbraio 1924 - "I globuli ardenti" - Rappresentata a Firenze al Teatro Niccolini
30 maggio 1924 - "Pulcinella aveva una gatta" - Rappresentata a Roma al Teatro Manzoni
27 giugno 1925 - "Il cappio della frode" - Rappresentata a Roma al Teatro Quirino
1º luglio 1925 - "L'abate dai riccioli d'oro" - Rappresentata a Roma al Teatro Manzoni
15 giugno 1927 - "Vicenza-Tavernelle…per Recoaro si cambia!"
5 agosto 1927 - "Il guardiano del tempio" - Rappresentata a Treviso al Teatro Garibaldi 
1927 – 1928 - "Un po' del nostro mondo"
16 marzo 1928 - "Lascia pur che il mondo dica" - Rappresentata a Verona al Teatro Nuovo
23 ottobre 1929 - "Ultimi valligiani" - Rappresentata a Venezia al Teatro Goldoni
20 marzo 1931 - "Viva i parenti !" - Rappresentata a Rovigo al Teatro Sociale 
28 settembre 1932 - "Il gallo della Checca" - Rappresentata a Rovigo al Teatro Sociale 
17 dicembre 1941 - "La testa sopra il cappello" - Rappresentata a Milano al Teatro Olimpia 
15 ottobre 1945 - "Premio di fedeltà" - Rappresentata a Padova al Teatro Verdi 
19 agosto 1946 - "La moglie che non sdrucciola" - Rappresentata a Firenze al Teatro Radar 
18 febbraio 1951 - "Quando i pulcini…cantano" - Rappresentata a Rovigo al Teatro Sociale 
3 aprile 1952 - "Una virgola fuori posto" - Rappresentata a Milano al Teatro Excelsior 
9 marzo 1953 - "L'onorevole mia moglie" - Rappresentata a Padova al Teatro Verdi
Arnaldo Boscolo inoltre scrisse anche il testo per due operette musicate da Pompilio Sudessi:
15 dicembre 1919 - "Paese di sogni" - Rappresentata a Treviso al Teatro Garibaldi 
27 settembre 1920 - "Fior di laguna" - Rappresentata a Venezia al Teatro Rossini
Molte delle sue commedie vengono tuttora rappresentate e apprezzate in tutto il Veneto.
È attualmente oggetto di studio continuo (Tesi di laurea “Il teatro di Arnaldo Boscolo” Università di Padova) e la maggior parte dei copioni e scritti originali è stata donata dai nipoti Arnaldo, Alessandro e Alberto Selmi al Museo “Casa di Carlo Goldoni” di Venezia dove fa parte del “Fondo Boscolo” e rappresenta uno dei Fondi più ricchi del Museo stesso. Alcune delle sue opere sono custodite presso Biblioteche pubbliche italiane (Firenze, Udine, Venezia, ecc.), presso Musei teatrali (Napoli, Trieste ecc.) e presso le biblioteche di Cambridge, Harward, Michigan's University e Rio de Janeiro.

### Altri riferimenti bibliografici
- APOLLONIO M., Storia del teatro italiano, Firenze, 1938-1946, Sansoni.
- BEVILACQUA G., Il Teatro Veneziano, in "Commedia", 1929
- BOSCOLO A., Teatro Italiano Contemporaneo, Bologna, 1959, Cappelli.
- BOSIO Z., Il Teatro Dialettale Veneziano e l'Opera di Luigi Sugana, Milano, 1905, Albrighi e Segati.
- BROOK P., Il Teatro e il suo Spazio, Milano, 1968, Feltrinelli.
- CIBOTTO G.A., Teatro Veneto, Bologna, 1960, Guanda.
- DAMERINI G., Giacinto Gallina, Torino, 1941, Paravia.
- D'AMICO S., Il Teatro Italiano del '90,. Milano, 1937, Treves.
- DA PONTE L., Memorie, vol. I - II, Bari, 1918, Laterza.
- DIZIONARIO DEL DIALETTO VENEZIANO, G. Boerio, Venezia, 1867.
- ENCICLOPEDIA DELLO SPETTACOLO, Roma, Le Maschere.
- EUGENIO V., Detti Veneziani ovvero A Venezia si dice ancora così Venezia, 1967, Evi.
- FIOCCO A., Teatro Universale, Bologna, 1963, Cappelli.
- FOUCAULT M., Les Mots et les Choses, Paris, 1966, Gallimard.
- FRACCAROLI A., Fra le quinte con Zago, “Corriere della Sera,” 1910.
- GALLINA, Teatro Completo, a cura di Domenico Varagnolo, Milano, 1922-1930, Treves.
- GIURATO A., Il Volto e l'Anima di A. Rossato, in "Il Gazzettino", Venezia, aprile 1942.
- GOLDONI C., Le Memorie, Firenze, 1907, Barbera.
- GUERZONI G., Il Teatro Italiano nel Secolo lo XVIII, Milano, 1876, Treves.
- LARI C., Renato Simoni, in "Scenario". Roma, maggio 1939.
- MOLMENTI P., La Storia di Venezia nella vita privata, Bergamo. Ist. Ital. di Arti Grafiche, 1906, voli. I - III.
- PALMIERI E. F., Commedie in Veneto, Padova, 1969, Rebellato.
- PULLINI G., Teatro Italiano fra due secoli: 1850 - 1950, Milano, 1958, Parenti.
- ROCCA G., Teatro Scelto, Milano, 1967, Rizzoli.
- RUBERTI G., Storia del Teatro Contemporaneo, Milano, 1928, Cappelli.
- SIMONI R., Trent'anni di Cronaca Drammatica, Torino, 1951, SET.
- TONELLI L., Il Teatro Italiano Contemporaneo, Milano, 1936, Corbaccio.
- TORRESANI S., Il Teatro Italiano negli ultimi vent'anni (1945-1965), Cremona, 1965, Mangiarotti.
- VALERI D., Il Teatro Comico Veneziano, Venezia, 1949, GEV.
- VINCIERI M., Il Teatro Italiano Contemporaneo, Correnti e problemi, Torino, 1941, Paravia.